# تترای نئون سبز
تترای نئون سبز (نام علمی: Paracheirodon simulans) یک ماهی آب شیرین از خانواده کاراسینان از راسته تتراسانان است. این گونه بومی رودخانه‌های اورینوکو و ریونگرو در آمریکای جنوبی است.
این ماهی از نظر ظاهری بسیار شبیه به تترا نئون که شناخته شده تر است می‌باشد. اما کمی از آن کوچکتر است و لکه قرمز آن کمتر مشخص است، در حالی که نواحی سبز-آبی بالاتنه درخشان تری دارد. همچنین بدنه آن باریکتر از بدنه تترا نئون است. تا حداکثر طول کلی حدود ۳٫۵ سانتیمتر (۱٫۴ اینچ) رشد می‌کند.
مانند سایر گونه‌ها، تترا سبز نئون به عنوان ماهی آکواریومی نگهداری می‌شود، اما طرفدار کمتری نسبت به تترا نئون یا تترا کاردینال داشته و دیده می‌شود.

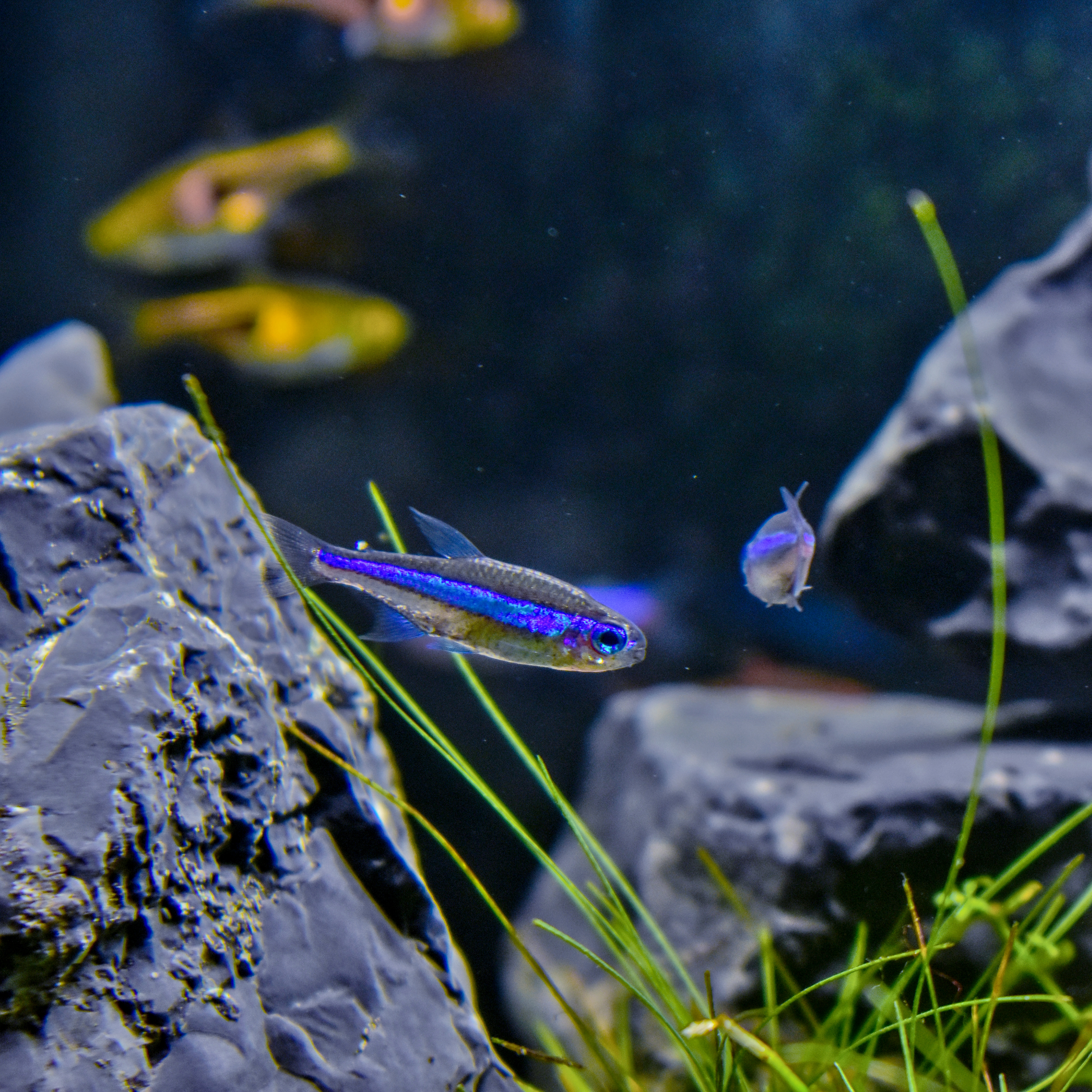
یک تترا نئون سبز با فقدان نوار قرمز به وضوح قابل مشاهده است

این ماهی با خاموش شدن چراغ‌ها رنگ‌های آبی و قرمز درخشان خود را از دست می‌دهد، اما با روشن شدن مجدد چراغ‌ها دوباره آن را به دست می‌آورد. تترای نئون سبز در آب بسیار نرم و اسیدی در دمای حدود ۲۴ تا ۲۹ درجه سلسیوس (۷۵ تا ۸۴ درجه فارنهایت) بخوبی رشد و زندگی می‌کند.

## پرورش
برای پرورش، این تتراها به آبی مشابه آبی که در آن در طبیعت زندگی می‌کنند نیاز دارند. آب بسیار نرم با pH حدود ۶ و دمای حدود ۷۷ درجه فارنهایت (۲۵ درجه سلسیوس). در حالت ایده‌آل، آب باید به شدت توسط تانن‌های ذغال سنگ نارس، در نور ملایم، تحت سایه گیاهان آغشته شود. در یک گله تخم ریزی می‌کند، اگرچه در عمل تخم ریزی واقعی، یک ماده ممکن است با یک یا چند نر ارتباط نزدیک داشته باشد.
در هر سری حدود ۱۳۰ تخم توسط هر ماده گذاشته می‌شود. والدین باید پس از تخم‌ریزی برداشته شوند. تخمها باید در ۲۴ ساعت از تخم خارج شوند. تخم‌ها به نور حساس هستند، بنابراین از نور اجتناب کنید. نوزادان بسیار کوچک هستند، بنابراین تغذیه آنها در اوایل با فیتوپلانکتون‌ها ضروری است. همان‌طور که آنها رشد می‌کنند، این می‌تواند به‌طور فزاینده‌ای با غذاهای خشک با کیفیت تکمیل شود. والدین می‌توانند پس از چند هفته دوباره تولیدمثل کنند.